# EuroFloorball Cup 2017
Der EuroFloorball Cup 2017 war ein Unihockeyturnier, bei welchen jeweils der Meister der Länder 6 bis 12 der Weltrangliste teilnahmen.

## Teilnehmer
| Männer - Slevik IBK - Nizhegorodets - FBK Valmiera - Betsafe/Ulbroka - EMU SK - Phoenix Fireball | Frauen - Nauka-SAFU - ŠK 98 Pruské - FK Ķekava - Interplastic Olimpia Osowa Gdańsk - Rubene - CDE El Valle |

## Männer

### Gruppenphase
| Platz | Land          | Sp | S | U | N | Tore | Diff. | Pkt |
| ----- | ------------- | -- | - | - | - | ---- | ----- | --- |
| 1.    | Slevik IBK    | 2  | 1 | 0 | 1 | 9:5  | +4    | 3   |
| 2.    | FBK Valmiera  | 2  | 1 | 0 | 1 | 7:7  | ±0    | 3   |
| 3.    | Nizhegorodets | 2  | 1 | 0 | 1 | 8:12 | −5    | 3   |

| 17. Oktober 2017 19:45 |  | Nizhegorodets | 6:4 (2:0, 2:2, 2:2) Spielbericht | FBK Valmiera | Vidzemes Olimpiskais centrs, Valmiera Zuschauer: 313 |

| 18. Oktober 2017 17:00 |  | Slevik IBK | 8:2 (2:1, 1:1, 5:0) Spielbericht | Nizhegorodets | Vidzemes Olimpiskais centrs, Valmiera Zuschauer: 113 |

| 19. Oktober 2017 19:45 |  | FBK Valmira | 3:1 (1:0, 1:0, 1:1) Spielbericht | Slevik IBK | Vidzemes Olimpiskais centrs, Valmiera Zuschauer: 388 |

| Platz | Land             | Sp | S | U | N | Tore  | Diff. | Pkt |
| ----- | ---------------- | -- | - | - | - | ----- | ----- | --- |
| 1.    | Betsafe/Ulbroka  | 2  | 2 | 0 | 0 | 16:9  | +7    | 6   |
| 2.    | EMU SK           | 2  | 0 | 1 | 1 | 10:14 | −4    | 2   |
| 3.    | Phoenix Fireball | 2  | 0 | 1 | 1 | 11:14 | −3    | 1   |

| 17. Oktober 2017 11:30 |  | Betsafe/Ulbroka | 8:5 (3:1, 1:1, 4:3) Spielbericht | Phoenix Fireball | Vidzemes Olimpiskais centrs, Valmiera Zuschauer: 183 |

| 18. Oktober 2017 19:45 |  | EMU SK | 4:8 (3:3, 0:3, 1:2) Spielbericht | Betsafe/Ulbroka | Vidzemes Olimpiskais centrs, Valmiera Zuschauer: 166 |

| 19. Oktober 2017 14:15 |  | Phoenix Fireball | 6:7 n. PS. (2:2, 0:0, 4:4, 0:0, 0:2) Spielbericht | EMU SK | Vidzemes Olimpiskais centrs, Valmiera Zuschauer: 103 |

### Spiel um Platz 5
| 20. Oktober 2017 17:00 |  | Nizhegorodets | 5:6 (3:3, 1:1, 1:2) Spielbericht | Phoenix Fireball | Vidzemes Olimpiskais centrs, Valmiera Zuschauer: 106 |

### Halbfinale
| 20. Oktober 2017 17:00 |  | Slevik IBK | 10:5 (3:0, 5:0, 2:5) Spielbericht | EMU SK | Vidzemes Olimpiskais centrs, Valmiera Zuschauer: 107 |

| 20. Oktober 2017 20:00 |  | Betsafe/Ulbroka | 4:5 n. V. (2:2, 0:2, 2:0, 0:1) Spielbericht | FBK Valmiera | Vidzemes Olimpiskais centrs, Valmiera Zuschauer: 511 |

### Finale
| 21. Oktober 2017 19:00 |  | Slevik IBK 20. Eskil Gagnas 1:3 26. Christoffer Gustafsson 1:3 29. Thobias Hjort 2:3 36. Sondre Hoven Hansen 4:3 38. Ryan Hallden 5:3 43. Ryan Hallden 6:3 45. Jonas Gustavsen 7:3 60. Thobias Hjort 8:3 | 8:5 (2:2, 0:2, 2:0, 0:1) Spielbericht | FBK Valmiera 5. Martins Broks 0:1 12. Martins Broks 0:2 13. Lauris Alvis Stiprais 0:3 58. Martins Broks 7:4 59. Aigars Belasovs 7:5 | Vidzemes Olimpiskais centrs, Valmiera Zuschauer: 703 |

### Abschlussplatzierung
| Rang | Team             |
| ---- | ---------------- |
| 1    | Slevik IBK       |
| 2    | FBK Valmiera     |
| 3    | EMU SK           |
| 4    | Betsafe/Ulbroka  |
| 5    | Phoenix Fireball |
| 6    | Nizhegorodets    |

## Frauen

### Gruppenphase
| Platz | Land         | Sp | S | U | N | Tore | Diff. | Pkt |
| ----- | ------------ | -- | - | - | - | ---- | ----- | --- |
| 1.    | Nauka-SAFU   | 2  | 2 | 0 | 0 | 25:5 | +20   | 6   |
| 2.    | ŠK 98 Pruské | 2  | 0 | 1 | 1 | 5:13 | −8    | 2   |
| 3.    | FK Ķekava    | 2  | 0 | 1 | 1 | 4:16 | −12   | 1   |

| 17. Oktober 2017 11:30 |  | ŠK 98 Pruské | 3:11 (1:3, 2:4, 0:4) Spielbericht | Nauka-SAFU | Vidzemes Olimpiskais centrs, Valmiera Zuschauer: 84 |

| 18. Oktober 2017 14:15 |  | FK Ķekava | 2:3 n. P. (1:1, 1:1, 0:0, 0:0, 2:3) Spielbericht | ŠK 98 Pruské | Vidzemes Olimpiskais centrs, Valmiera Zuschauer: 89 |

| 19. Oktober 2017 11:30 |  | Nauka-SAFU | 14:2 (3:0, 5:0, 6:2) Spielbericht | FK Ķekava | Vidzemes Olimpiskais centrs, Valmiera Zuschauer: 76 |

| Platz | Land                              | Sp | S | U | N | Tore | Diff. | Pkt |
| ----- | --------------------------------- | -- | - | - | - | ---- | ----- | --- |
| 1.    | Rubene                            | 2  | 2 | 0 | 0 | 12:2 | +10   | 6   |
| 2.    | Interplastic Olimpia Osowa Gdańsk | 2  | 1 | 0 | 1 | 6:7  | −1    | 4   |
| 3.    | CDE El Valle                      | 2  | 0 | 0 | 2 | 2:11 | −9    | 0   |

| 17. Oktober 2017 14:15 |  | CDE El Valle | 1:6 (1:2, 0:2, 0:2) Spielbericht | Rubene | Vidzemes Olimpiskais centrs, Valmiera Zuschauer: 117 |

| 18. Oktober 2017 11:30 |  | Interplastic Olimpia Osowa Gdańsk | 5:1 (0:0, 1:1, 4:0) Spielbericht | CDE El Valle | Vidzemes Olimpiskais centrs, Valmiera Zuschauer: 92 |

| 19. Oktober 2017 17:00 |  | Rubene | 6:1 (1:0, 2:1, 3:0) Spielbericht | Interplastic Olimpia Osowa Gdańsk | Vidzemes Olimpiskais centrs, Valmiera Zuschauer: 189 |

### Spiel um Platz 5
| 20. Oktober 2017 10:00 |  | FK Ķekava | 3:2 (1:0, 1:1, 1:1) Spielbericht | CDE El Valle | Vidzemes Olimpiskais centrs, Valmiera Zuschauer: 117 |

### Halbfinale
| 20. Oktober 2017 11:00 |  | Nauka-SAFU | 4:7 (2:2, 1:3, 1:2) Spielbericht | Interplastic Olimpia Osowa Gdańsk | Vidzemes Olimpiskais centrs, Valmiera Zuschauer: 126 |

| 20. Oktober 2017 14:00 |  | Rubene | 6:7 (1:3, 2:1, 3:3) Spielbericht | ŠK 98 Pruské | Vidzemes Olimpiskais centrs, Valmiera Zuschauer: 168 |

### Final
| 21. Oktober 2017 16:00 |  | Interplastic Olimpia Osowa Gdańsk 40. Weronika Noga 1:2 | 1:2 (0:0, 1:1, 0:1) Spielbericht | ŠK 98 Pruské 23. Ivana Hrehusova 0:1 57. Ivana Hrehusova 1:2 | Vidzemes Olimpiskais centrs, Valmiera Zuschauer: 172 |

### Abschlussplatzierung
| Rang | Team                              |
| ---- | --------------------------------- |
| 1    | ŠK 98 Pruské                      |
| 2    | Interplastic Olimpia Osowa Gdańsk |
| 3    | Rubene                            |
| 4    | Nauka-SAFU                        |
| 5    | FK Ķekava                         |
| 6    | CDE El Valle                      |